# Campeonato Mundial de Taekwondo de 1983
El VI Campeonato Mundial de Taekwondo se realizó en Copenhague (Dinamarca) entre el 20 y el 23 de octubre de 1983 bajo la organización de la Federación Mundial de Taekwondo (WTF) y la Federación Danesa de Taekwondo.
En el evento tomaron parte 353 atletas de 51 delegaciones nacionales.

## Medallistas

### Masculino
| Evento | Oro                           | Plata                         | Bronce                                                                     |
| ------ | ----------------------------- | ----------------------------- | -------------------------------------------------------------------------- |
| –48 kg | Wang Kwang-Yeon Corea del Sur | César Rodríguez Luna · México | Emilio Azofra · España · Chan-Ok Choi · RFA                                |
| –52 kg | Ko Jeong-Ho Corea del Sur     | Turgut Uçan Turquía           | Giuseppe Flotti · Italia · Benito Javier · España                          |
| –56 kg | Han Hong-Sik Corea del Sur    | Luis Torner · España          | Geremia Di Constanzo · Italia · Nader Jodamoradi · Irán                    |
| –60 kg | Lee Jae-Bong Corea del Sur    | Thomas Fabula RFA             | Ahmet Ercan · Turquía · Gustavo Sanciprián · México                        |
| –64 kg | Han Jae-Ku Corea del Sur      | Ángel Navarrete · España      | Po-Nhu Ly Australia Michel della Negra Francia                             |
| –68 kg | Yılmaz Helvacıoğlu Turquía    | Lindsay Lawrence Reino Unido  | Choi Kwang-Keun Corea del Sur Harald Scharmann RFA                         |
| –73 kg | Jeong Kook-Hyun Corea del Sur | Hans Brugmans · Países Bajos  | Luigi d'Oriano · Italia · Patrice Remarck · Costa de Marfil                |
| –78 kg | Lee Dong-Jun Corea del Sur    | Jersey Long · Canadá          | Brekou Charles Bayou Costa de Marfil Richard Jaydes Warwick Estados Unidos |
| –84 kg | Ireno Fargas · España         | Eugen Nefedow RFA             | Michael Knudsen Dinamarca John Lee Estados Unidos                          |
| +84 kg | Jang Seong-Hwa Corea del Sur  | Dirk Jung RFA                 | Henk Meijer · Países Bajos · Francisco Fonseca · España                    |

## Medallero
| Núm. | País            | Oro | Plata | Bronce | Total |
| ---- | --------------- | --- | ----- | ------ | ----- |
| 1    | Corea del Sur   | 8   | 0     | 1      | 9     |
| 2    | España          | 1   | 2     | 3      | 6     |
| 3    | Turquía         | 1   | 1     | 1      | 3     |
| 4    | RFA             | 0   | 3     | 2      | 5     |
| 5    | México          | 0   | 1     | 1      | 2     |
| 5    | Países Bajos    | 0   | 1     | 1      | 2     |
| 7    | Canadá          | 0   | 1     | 0      | 1     |
| 7    | Reino Unido     | 0   | 1     | 0      | 1     |
| 9    | Italia          | 0   | 0     | 3      | 3     |
| 10   | Costa de Marfil | 0   | 0     | 2      | 2     |
| 10   | Estados Unidos  | 0   | 0     | 2      | 2     |
| 12   | Australia       | 0   | 0     | 1      | 1     |
| 12   | Dinamarca       | 0   | 0     | 1      | 1     |
| 12   | Francia         | 0   | 0     | 1      | 1     |
| 12   | Irán            | 0   | 0     | 1      | 1     |
|      | TOTAL           | 10  | 10    | 20     | 40    |